# Den förskräckliga apan
Den förskräckliga apan (originaltitel Skeleton Crew) är Stephen Kings andra novellsamling, först utgiven år 1985 i USA och första gången i svensk översättning  1988.

## Innehåll
- Dimman
- Tigrar finns här
- Den förskräckliga apan
- Skall jag taga vara på min broder?
- Mrs. Todds genväg
- Den långa resan
- Spela på bröllop
- Paranoia: En besvärjelse
- Flotten
- Gudarnas ordbehandlare
- Mannen som inte ville skaka hand
- Strandvärld
- Liemannens bild
- Nona
- Till Owen
- Den typ som överlever
- Farbror Ottos lastbil
- Morgonleveranser: Mjölkbudet 1
- Hjul som rullar: Mjölkbudet 2
- Mommo
- Balladen om den flexibla kulan
- Sundet